# 카와다 마미
카와다 마미(川田 まみ 가와다 마미[*], 1980년 2월 13일 ~ )는 일본의 홋카이도 출신의 가수이다.

## 연혁
홋카이도 삿포로시에 있는 가수 학교의 교사이자 I've Sound의 구성원 중 한명인 시마미야 에이코에게 발탁되었다. 시마미야 에이코에 의해 I've Sound에 소개되어, 2001년 에로게 미스 유의 주제가인 〈바람과 너를 안고서(風と君を抱いて 카제토 키미오 다이테[*])〉로 데뷔를 마쳤다. 2002년에 들어서 본격적으로 여러 에로게의 주제가를 부르고 있으며, 그 해에 오네가이 티처의 엔딩 테마 〈하늘의 숲에서〉로 첫 애니메이션의 주제가를 맡았다.
시마미야 에이코에게 유닛을 결성하자는 제의를 받아 I've의 유닛 '힐링 리프'에서 잠시 동안 활동하였다.
제네온 엔터테인먼트를 통해 2005년에 발매된 〈radiance〉로 메이저에 처음으로 등장하였다. 스타쉽 오퍼레이터스의 오프닝 테마로 쓰였으며, radiance 이후 자신이 부르는 곡의 노랫말을 직접 쓰기 시작하였다.
2007년 같은 I've Sound 소속의 가수인 시마미야 에이코, 우타츠키 카오리, KOTOKO, MELL과 함께 러브 플래닛 파이브를 결성하여 작안의 샤나 극장판의 엔딩 테마를 노래하였다. 같은 해 10월 31일에 발매된 5번째 메이저 싱글 〈JOINT〉로 오리콘 차트 9위에 이름을 올렸다.
2008년 일본 이외의 다른 나라로 활동범위를 넓혀 타이완섬에서 "SEED" 라이브 투어를 했으며, 4월 영화 お姉チャンバラ 오네쨩바라[*]로 첫 영화 주제가를 담당하였으며, 2집 앨범 《SAVIA》의 10번 트랙에 수록된 〈비취(翡翠 히스이[*]) -HISUI-〉가 쓰였다.
2009년 3월 애니메이션 어떤 마술의 금서목록의 1기 1쿨 오프닝 PSI-missing를 불렀으며, 그 이후로도 금서목록의 오프닝은 계속 kawada mami가 부르고 있다. 현재 3월 종영 예정인 어떤 마술의 금서목록 2기의 오프닝들도 kawada mami의 곡이며.. 2기 2쿨의 오프닝의 노래제목은 See visionS이다.

## 음반

### 싱글
1. radiance/대지로 돌아가 ~on the Earth~ (地に還る 치니카에루[*])
2. 비색의 하늘(緋色の空 히쇼쿠노소라[*])
3. 붉은 눈물/Beehive (赤い淚 아카이나미다[*])
4. Get my way!
5. JOINT
6. PSI-missing
7. masterpiece
8. Prophecy
9. No buts!
10. See visionS

- Shooting Star/하늘의 숲에서 (空の森で 소라노모리데[*])
- Second Flight/내일을 향한 눈물 (明日への淚 아스에노나미다[*])
- Face of Fact -RESOLUTION ver.-/undelete

### 앨범
1. SEED
2. SAVIA
3. LINKAGE
4. SQUARE THE CIRCLE

### DVD
- LIVE DVD「MAMI KAWADA　FIRST LIVE TOUR 2006 LIVE&LIFE vol.1」
- LIVE DVD「MAMI KAWADA LIVE TOUR 2008 “SAVIA” LIVE&LIFE vol.2」